# Francis Morén
Frans (Francis) Gustaf Axelsson Morén, född 11 september 1854 i Stockholm, död 13 februari 1943 i Brooklyn i New York, var en svensk-amerikansk konstnär.
Morén studerade konst i Stockholm, Paris och Dresden och var verksam som dekoratör och konstnär i Sverige. Han utvandrade 1882 till Amerika där han var verksam som dekorationsmålare och konstnär. För Bethlehem Evangelical Lutheran Church i Brooklyn utförde han oljemålningen Gethsemane och han lär ha utfört kyrkligt måleri i ett flertal amerikanska kyrkor. Som porträttör avbildade han bland annat presidenterna Theodore Roosevelt, William Howard Taft och Woodrow Wilson samt utrikesministern Charles Evans Hughes. Hans konst består av porträtt, landskapsmålningar och kyrkomåleri. 
Han var från 1881 gift med Josephine Petersson. 